# جوستين باركي
جوستين باركي مواليد 26 مايو 2000، هو لاعب كرة مضرب إندونيسي يلعب باليد اليسرى ويحتل حالياً المرتبة رقم. 1592 (29 يناير 2018) في تصنيف رابطة محترفي كرة المضرب. أعلى تصنيف له في الفردي كان المركز الـ 1308 في سنة 2017. أعلى تصنيف له في الزوجي كان المركز الـ 403 في سنة 2017.

## روابط خارجية
- جوستين باركي على موقع رابطة محترفي التنس (الإنجليزية)
- جوستين باركي على موقع الاتحاد الدولي لكرة المضرب (الإنجليزية)
- جوستين باركي على موقع كأس ديفيز (الإنجليزية)
- جوستين باركي على موقع خلاصة التنس.كوم (الإنجليزية)